# 初等群論
在數學中，群 <G,*> 定義為集合 G 和叫做“乘積”并指示為中綴 "*" 的 G 上的二元運算。乘積服從下列規則(也叫做公理)。設 a, b 和 c 是 G 的任意元素。則:
- A1, 封閉性。 a*b 在 G 中；
- A2, 結合律。(a*b)*c = a*(b*c)；
- A3, 單位元。存在一個 G 中的單位元 e 使得 a*e = e*a = a。 G 的單位元 e 據下述定理 1.4 是唯一性的；
- A4，逆元。對於每個 G 中 a，存在一個 G 中的逆元 x 使得 a*x = x*a = e。a 的逆元 x 據下述定理 1.5 是唯一性的。

阿貝爾群還服從額外的規則:
- A5，交換律。a*b = b*a。

封閉性是二元運算定義的一部分，因此 A1 經常省略。

## 細節
- 群乘積 "*" 不必然是乘法。加法也可以，很多更不標準的運算也行。
- 在 * 是標準運算的時候，我們轉而使用標準符號(比如對加法使用 +)。
- 在 * 是加法或(除了乘法)任何交換運算的時候，0 通常指示單位元，而 -a 指示 a 的逆元。運算總是用非 * 的東西經常為 + 來避免混淆於乘法。
- 在 * 是乘法或非交換運算的時候，a*b 經常寫為 ab。1 通常指示單位元，而a -1 通常指示 a 的逆元。
- 群 <G,*> 經常被稱為“群 G”或簡稱“G”；但是運算 "*" 對于群的描述是基礎性的。
- <G,*> 經常念為“在 * 下的群 G”。在斷定 G 是一個群的時候(比如在定理中)，我們說“G 是在 * 下的一個群”。

## 例子
G = {1,-1} 是乘法下的一個群，因為對于所有 G 中的元素 a, b, c:
A1: a*b 是 G 的一個元素.
A2: (a*b)*c = a*(b*c) 可以通過枚舉所有 8 種可能(和平凡的)情況來驗證。
A3: a*1 = a。因為 1 是單位元。
A4: a-1*a = 1。因此 a-1 指示逆元而單位元 1 是自身的逆元。
整數集 Z 和實數集 R 是在加法 '+' 下的群，對于所有 Z 或者 R 中的元素 a, b 和 c:
A1: 任何兩個數相加產生同類的另一個數。
A2: (a+b)+c = a+(b+c)。
A3: a+0 = a。因此 0 是單位元。
A4: -a+a = 0。因此 -a 指示逆元而單位元 0 是自身的逆元。
實數集 R 不是乘法 '*' 下的群。對于所有 R 中的 a, b 和 c:
A3: 單位元是 1。
A4: 0*a = 0，所以 0 沒有逆元。
實數集去除 0 即 R# 是在乘法 '*' 下的群。
A1: 任何兩個 R# 的元素相乘產生 R# 的另一個元素。
A2: (a*b)*c = a*(b*c)。
A3: a*1 = a。因此 1 指示單位元。
A4: a -1*a = 1。因此 a -1 指示逆元。

## 可替代的公理
A3 和 A4 可以被替代為:
- A3’，左單位元。存在一個 G 中元素 e 使得對於所有 G 中的 a，e*a = a。
- A4’，左逆元，對於每個 G 中的 a，存在一個 G 中的元素 x 使得 x*a = e。

還可以替代為:
- A3’’，右單位元。存在一個 G 中的 e 使得對於所有 G 中的 a，a*e = a。
- A4’’，右逆元。對於每個 G 中的 a，存在一個 G 中的元素 x 使得 a*x = e。

這些看起來更弱的公理對天然的蘊含於 A3 和 A4 中。我們現在證明逆過來也是真的。
定理:  A1 和 A2 ，A3’ 和 A4’ 蘊含 A3 和 A4。
證明。假設給出了左單位元 e 和 G 中的 a，根據 A4’存在一個 x 使得 x*a = e。
我們欲證明的是 a*x = e。
根據 A4’存在 G 中的一個 y 有著:
{\displaystyle y*(a*x)=e\quad (1)}
所以:
| e | = y * (a * x)             | (1)   |
|   | = y * (a * (e * x))       | (A3') |
|   | = y * (a * ((x * a) * x)) | (A4') |
|   | = y * (a * (x * (a * x))) | (A2)  |
|   | = y * ((a * x) * (a * x)) | (A2)  |
|   | = (y * (a * x)) * (a * x) | (A2)  |
|   | = e * (a * x)             | (1)   |
|   | = a * x                   | (A3') |
這確立了 A4。
| a * e | = a * (x * a) | (A4) |
|       | = (a * x) * a | (A2) |
|       | = e * a       | (A4) |
這確立了 A3。
定理: A1 和 A2，A3’’和 A4’’蘊含 A3 和 A4。
證明。類似上述。

## 基本定理

### 單位元唯一
定理 1.4: 群 <G,*> 的單位元是唯一的。
證明: 假設 e 和 f 是 G 的兩個單位元。則
| e | = e * f | (A3)  |
|   | = f     | (A3') |
在討論和比較不同的群的時候，eG 指示特定群 <G,*> 的唯一單位元。

### 逆元唯一
定理 1.5: <G,*> 中每個元素的逆元是唯一的。
證明: 假設 h 和 k 是 G 的元素 g 的兩個逆元。則
| h | = h * e       | (A3) |
|   | = h * (g * k) | (A4) |
|   | = (h * g) * k | (A2) |
|   | = (e * k)     | (A4) |
|   | = k           | (A3) |
沒有歧義性的，對於所有 G 中的a，我們指示 a 的唯一逆元為 a -1。

### 拉丁方陣性質
定理 1.3: 對於所有 G 中元素 a,b，存在唯一的 G 中的 x 使得 a*x = b。
證明。的確存在至少一個這種 x，因為如果我們設 x = a -1*b，則 x 在 G 中(通過 A1，閉包)并且:
- a*x = a*(a -1*b) (代換 x)
- a*(a -1*b) = (a*a -1)*b (結合律 A2)。
- (a*a -1)*b = e*b = b. (單位元 A3)。
- 因此總是存在一個 x 滿足 a*x = b。

為了證明這是唯一性的，如果 a*x = b，則
- x = e*x
- e*x = (a -1*a)*x
- (a -1*a)*x = a -1*(a*x)
- a -1*(a*x) = a -1*b
- 因此，x = a -1*b

類似的，對於所有 G 中的 a,b，存在唯一的一個 G 中的 y 使得 y*a = b。

### 兩次逆換回到起點
定理 1.6: 對於所有群 G 中的元素 a，(a -1) -1 = a。
證明。a -1*a = a -1*(a -1) -1=e。(A4)
由定理 1.5知定理1.6成立。

### ab的逆元
定理 1.7: 對於所有群 G 中元素 a,b，(a*b) -1 = b -1*a -1。
證明。(a*b)*(b -1*a -1) = a*(b*b -1)*a -1 = a*e*a -1 = a*a -1 = e。結論得出自定理 1.4。

### 消除
定理 1.8: 對于所有群 G 中的元素 a,x 和 y，如果 a*x = a*y，則 x = y；并且如果 x*a = y*a，則 x = y。
證明。如果 a*x = a*y 則:
- a -1*(a*x) = a -1*(a*y)
- (a -1*a)*x = (a -1*a)*y
- e*x = e*y
- x = y

如果 x*a = y*a 則
- (x*a)*a -1 = (y*a)*a -1
- x*(a*a -1) = y*(a*a -1)
- x*e = y*e
- x = y

### 冪
對於 {\displaystyle n\in \mathbb {Z} } 和 {\displaystyle a\in G} 我們定義:
{\displaystyle a^{n}:={\begin{cases}\underbrace {a*a*\cdots *a} _{n{\mbox{times}}},&{\mbox{if }}n>0\\1,&{\mbox{if }}n=0\\\underbrace {a^{-1}*a^{-1}*\cdots *a^{-1}} _{-n{\mbox{times}}},&{\mbox{if }}n<0\end{cases}}}
定理 1.9: 對于所有群 <G,*> 中的 a，{\displaystyle n,m\in \mathbb {Z} }:
{\displaystyle {\begin{matrix}a^{m}*a^{n}&=&a^{m+n}\\(a^{m})^{n}&=&a^{m*n}\end{matrix}}}
類似的如果 G 使用了加法符號，我們有:
{\displaystyle n*a:={\begin{cases}\underbrace {a+a+\cdots +a} _{n{\mbox{times}}},&{\mbox{if }}n>0\\0,&{\mbox{if }}n=0\\\underbrace {(-a)+(-a)+\cdots +(-a)} _{-n{\mbox{times}}},&{\mbox{if }}n<0\end{cases}}}
并且:
{\displaystyle {\begin{matrix}(m*a)+(n*a)&=&(m+n)*a\\m*(n*a)&=&(m*n)*a\end{matrix}}}

## 階

### 群元素的階
群 G 中的元素 a 的階是最小正整數 n 使得 an = e。有些它寫為“o(a)=n”。n 可以是無限的。
定理 1.10: 其非平凡元素都是 2 階的群是阿貝爾群。換句話說，如果所有群 G 中的元素 g 都有 g*g=e 成立，則對於所有 G 中的 a,b，a*b = b*a。

證明 1。設 a, b 是群 G 中任何 2 個元素。
由 公理 A1 可知 (a*b) 是群 G 的元素，所以 (a*b) 是群 G 的 2 階元素
- a*b*a*b = (a*b)*(a*b) = e  ...(1) by 公理 A2
- a*b*b*a = a*e*a = a*a= e ...(2) by a,b都是群 G 的 2 階元素
- a*b*b*a = a*b*a*b ...(3) by 式(1),式(2)兩式皆等於e
- b*b*a = b*a*b  ...(4) by 定理 1.8
- b*a = a*b  ...(5) by 定理 1.8

因為群運算 * 是符合交換律的，這個群是阿貝爾群。

證明 2。設 a, h 是群 G 中任何 2 個元素。通過 A1，a*h 也是 G 的成員。使用給定條件，我們知道 (a*h)*(a*h) = e。因此:
- a*(a*b)*(a*b) = a*e
- a*(a*b)*(a*b)*b = a*e*b
- (a*a)*(b*a)*(b*b) = (a*e)*b
- e*(b*a)*e = a*b
- b*a = a*b。

因為群運算 * 是符合交換律的，這個群是阿貝爾群。

### 群的階
群 G 的階，通常指示為 |G| 或偶爾指示為 o(G)，在 <G,*> 是有限群的情況下是集合 G 中元素的數目。如果 G 是無限集合，則群 <G,*> 有等于 G 的勢的階，而且是無限群。

## 子群
G 的子集 H 被稱為群 <G,*> 的子群，如果使用相同的算子 "*"，并限制於子集 H 內，H 滿足群公理。因此如果 H 是 <G,*> 的子群，則 <H,*> 也是群，并在限制於 H 內，滿足上述定理。子群 H 的階是 H 中元素的數目。
群 G 的真子群是不同於 G 的子群。G 的非平凡子群(通常)是包含至少一个不是 e 的元素的 G 的真子集。
定理 2.1: 如果 H 是 <G,*> 的子群，則 在 H 中的單位元 eH 同一於 (G,*) 中的單位元 e。
證明。如果 h 在 H 中，則 h*eH = h；因為 h 必定也在 G 中，h*e = h；所以通過定理 1.4，eH = e。
定理 2.2: 如果 H 是 G 的子群，并且 h 是 H 的元素，則 h 在 H 中的逆元同一於 h 在 G 中的逆元。
證明。設 h 和 k 是 H 的元素，使得 h*k = e；因為 h 必定也在 G 中，h*h -1 = e；所以通過定理 1.5，k = h -1。
給定 G 的子集 S，我們經常想要確定 S 是否也是 G 的子群。一個手頭的定理對無限群和有限群都是有效的:
定理 2.3: 如果 S 是 G 的非空子集，則 S 是 G 的子群，當且僅當對於所有 S 中的 a,b，a*b -1 在 S 中。
證明。如果對於所有 S 中的 a, b，a*b -1 在 S 中，則
- e 在 S 中，因為 a*a -1 = e 在 S 中。
- 對於所有 S 中的 a，e*a -1 = a -1 在 S 中。
- 對於所有 S 中的 a, b，a*b = a*(b -1) -1 在 S 中。

因此，滿足了閉包、單位元和逆元公理，而結合律是繼承來的，所以 S 是子群。
反過來說，如果 S 是 G 的子群，則它滿足群公理。
- 如上所述，S  中單位元同一於 G 中的單位元 e。
- 通過 A4，對於所有 S 中的 b，b -1 在 S 中。
- 通過 A1，a*b -1 在 S 中。

兩個或更多個子群的交集也是子群。
定理 2.4: 群 G 的子群的任何非空集合的交集是子群。
證明。設 {Hi} 是 G 的子群的集合，并設 K = ∩{Hi}。通過定理 2.1，e 是所有 Hi 的成員；因此 K 非空。如果 h 和 k 是 K 的兩個元素，則對於所有 i， 
- h 和 k 在 Hi 中。
- 通過前面的定理，h*k -1 在 Hi。
- 所以，h*k -1 在 ∩{Hi} 中。

因此對于 K 中的所有 h, k，h*k -1 在 K 中。接著通過前面的定理，K=∩{Hi} 是 G 的子群；并且事實上 K 是每個 Hi 的子群。
給定一個群 <G,*>，定義 x*x 為 x², x*x*x*...*x (n 次)為 xn，并定義 x0 = e。類似的，定義 x -n 為 (x -1)n。則我們有:
定理 2.5: 設 a 是群 (G,*) 的元素。則集合 { an: n 是整數 } 是 G 的子群。
證明。這種類型的子群叫做循環子群；a 的冪的子群經常寫為 <a>，并稱為 a 生成 <a>。

## 陪集
如果 S 和 T 是 G 的子集，并且 a 是 G 的元素，我們寫“a*S”來提及形如 a*s 的所有元素構成的 G 的子集，這里的 s 是 S 的元素；類似的，我們寫“S*a”來指示形如 s*a 的元素的集合。我們寫 S*T 表示形如 s*t 的元素構成的 G 的子集，這里的 s 是 S 的元素而 t 是 T 的元素。
如果 H 是 G 的子群，則 H 對于某個 G 中的 a 的左陪集是集合 a*H。右陪集是集合 H*a。
如果 H 是 G 的子群，則下面陳述而不帶證明的有用定理對所有陪集都成立:
- 如果 x 和 y 是 G 的元素，則要么 x*H = y*H，要么 x*H 和 y*H 有空交集。

- 所有 H 在 G 中的左(右)陪集都包含相同數目的元素。

- G 是 H 的左(右)陪集們的不交并集。

- 那么 H 的不相同的左陪集的數目等于 H 的不相同的右陪集的數目。

定義群 G 的子群 H 的指標(寫為“[G:H]”)為 H 在 G 中不同的左陪集的數目。
從這些定理，我們可以推導出重要的拉格朗日定理，它有關於群的子群的階:
- 拉格朗日定理: 如果 H 是 G 的子群，則 |G| = |H|*[G:H]。

對于有限群，它可以重申為:
- 拉格朗日定理: 如果 H 是有限群 G 的子群，則 H 的階整除 G 的階。

- 如果群 G 的階是素數，G 是循環群。

## 引用
- Jordan, C. R and D.A. Groups. Newnes (Elsevier), ISBN 0-340-61045-X
- Scott, W R. Group Theory. Dover Publications, ISBN 0-486-65377-3